# Anthomyia liturata
Anthomyia liturata es una especie de mosca del género Anthomyia, de la familia Anthomyiidae, orden Diptera. Fue descrita por Robineau-Desvoidy en 1830.
Mide aproximadamente 6 mm de longitud. Se distribuye por Europa: Dinamarca, Países Bajos, Francia, Alemania, Suecia, Finlandia, Reino Unido y Noruega.